# Ángel Roberto Seifart
Ángel Roberto Seifart (* 12. September 1941 in Asunción; † 2. Juli 2018) war ein paraguayischer Politiker der Partei Asociación Nacional Republicana – Partido Colorado, der unter anderem zwischen 1993 und 1998 Vizepräsident war.

## Leben
Seifart begann nach dem Schulbesuch ein Studium der Rechts- und Sozialwissenschaften an der Universidad Nacional de Asunción (UNA), das er 1966 abschloss. Danach war er zwischen 1966 und 1967 Angestellter und anschließend von 1968 bis 1974 Richter an einem Zivilgericht, ehe er zwischen 1974 und 1977 Mitglied des Berufungsgerichts für Zivil- und Handelssachen war. 1978 wurde er zum Mitglied der Abgeordnetenkammer (Cámara de Diputados) und war als solcher 1979 auch Delegierter Paraguays im Lateinamerikanischen Parlament (Parlamento Latinoamericano). Er war zwischen 1981 und 1987 Alternierendes Mitglied des Zentralen Direktionsrates der Regierung und gehörte von 1989 bis 1993 diesem Gremium an. 1989 wurde er abermals zum Mitglied der Abgeordnetenkammer gewählt und war danach Staatssekretär im Bildungsministerium.
Im Anschluss war Seifart von 1990 bis 1991 Minister für Bildung und Religion (Ministro de Educación y Culto) in der Regierung von Staatspräsident Andrés Rodríguez. Vom 15. August 1993 bis zum 15. August 1998 war er Vizepräsident unter Präsident Juan Carlos Wasmosy.
| Personendaten    | Personendaten                                                                 |
| ---------------- | ----------------------------------------------------------------------------- |
| NAME             | Seifart, Ángel Roberto                                                        |
| KURZBESCHREIBUNG | paraguayischer Politiker (Asociación Nacional Republicana – Partido Colorado) |
| GEBURTSDATUM     | 12. September 1941                                                            |
| GEBURTSORT       | Asunción                                                                      |
| STERBEDATUM      | 2. Juli 2018                                                                  |